# Retrónimo
Un retrónimo (del latín retro [‘hacia atrás’] y del griego dórico y eólico ὄνυμα, ὀνύματος [ónyma, onýmatos, ‘nombre’]) es un tipo de neologismo acuñado para representar un concepto cuyo significado se ha visto afectado debido a la aparición de uno nuevo que incluye una idea más reciente. Así el retrónimo menciona al concepto anterior con la finalidad de diferenciarlo del más reciente.
Así por ejemplo un retrónimo sería guitarra acústica, término acuñado después de la invención de la guitarra eléctrica; es decir que cuando esta última no existía, la primera era simplemente llamada «guitarra».
El término «retrónimo» (tomado del griego) fue acuñado en su forma inglesa (retronym) por el periodista estadounidense Frank Mankiewicz (1924-) y popularizado en 1980 por el divulgador lingüístico estadounidense William Safire (1929-) en su columna del New York Times.
La mayoría de los retrónimos se crean debido a los avances tecnológicos.
El DRAE todavía no ha recogido el vocablo, y recién en el año 2000 su equivalente inglés (retronym) fue incluido en el American Heritage Dictionary.
Habitualmente, el retrónimo consiste en el vocablo original con un adjetivo añadido, que enfatiza la cualidad que lo distingue del significado posterior.
El uso descuidado de retrónimos en ficción histórica puede causar anacronismos. Por ejemplo, hablar de la «Primera Guerra Mundial» en una obra situada en 1935 sería incorrecto: en esa época —en que todavía no había sucedido la Segunda Guerra (1939-1945)— se la llamaba «la Gran Guerra», o «la Guerra del 14».
El uso anacrónico de un retrónimo también puede revelar un fraude documentario; por ejemplo, una descripción de la Primera batalla de Bull Run antes de que tuviera lugar la segunda.

## Ejemplos
- bajo acústico o contrabajo (contra bajo eléctrico)
- franco francés (contra franco)
- guitarra acústica (contra guitarra eléctrica)
- leche entera (contra leche descremada)
- medicina basada en evidencias (contra medicina tradicional)
- sistema cableado (contra inalámbrico); nótese que el término correcto sería «cableado»
- pavo real (contra pavo)
- piano acústico (contra piano eléctrico)
- Primera Guerra Mundial (contra Segunda Guerra Mundial)
- George H. W. Bush (contra su hijo George W. Bush también presidente de los Estados Unidos de América)
- liberalismo clásico (contra liberalismo social y otros)
- bomba convencional (contra bomba atómica)

### Retrónimos geográficos
- Asia Menor
- Baja California
- Gran Colombia
- Indias Occidentales
- Latinoamérica
- Prusia Occidental
- Viejo Mundo
- Washington D. C.

### Retrónimos tecnológicos
- correo postal (contra correo electrónico)
- analógico (contra digital)
- cine 2D (contra cine 3D)
- cine mudo (contra cine)
- arquitectura de procesador CISC (contra Arquitectura de procesador RISC)
- caja de cambios manual (contra caja de cambios automática)
- cinta abierta (contra el posterior casete, de cinta en cajita)
- CD de audio
- disco de vinilo (contra disco óptico)
- disco duro
- microscopio óptico (contra microscopio electrónico)
- ratón mecánico (contra ratón óptico)
- computadora de escritorio
- radio AM (contra FM)
- reloj analógico (contra reloj digital)
- señal terrestre de televisión
- señal de televisión abierta
- teléfono fijo (contra teléfono móvil)
- televisión analógica (contra televisión digital)
- televisor de tubo de rayos catódicos (contra televisor LED, plasma, etc.)
- televisor en blanco y negro (contra televisor de color)

### Retrónimos económicos
- peso moneda nacional
- peso ley
- antiguo peso uruguayo
- sol antiguo

- Datos: Q1130239
- Multimedia: Retronyms / Q1130239